# JR East série E531
Pour les articles homonymes, voir E531.
La série E531 (E531系, E531-kei) (E531けいでんしゃ/E531-keidensha ou JR東日本E531系電車/JR Higashinihon E531-keidensha) est un type de rame automotrice bicourant, utilisée pour les services de banlieue et périurbains et exploitées par la East Japan Railway Company (JR East) dans le nord-est du grand Tokyo depuis 2005.

## Histoire
La série E531 a été conçue dans le but de remplacer les séries 403/415 vieillissantes, composées de voitures en acier, et utilisées sur les lignes  Jōban et Mito. Son autre objectif est l'amélioration de la vitesse d'exploitation à la suite de l'ouverture du Tsukuba Express en 2005. Cette dernière est une ligne de haut standing où les trains peuvent circuler à 130 km/h. La ligne Jōban qui lui est parallèle est plus lente, ce qui risquait d'entrainer un report de la clientèle. Les rames de la série E501 utilisées alors pour les services à moyenne distance sur la ligne Jōban ne dépassaient pas les 110 km/h, et la JR East a dû développer un train plus rapide qui pourrait rivaliser avec le Tsukuba Express.
La plupart des nouvelles innovations adoptées dans la série E531 sont héritées de la série E233, tout en étant améliorées, d'autres sont issues de la série E231.

## Description

### Extérieur
La caisse des voitures est en acier inoxydable, similaire à la série E231 à l'exception d'une partie du châssis. La longueur de la carrosserie est de 19 570 / 19 500 mm (voiture de tête / voiture intermédiaire), la largeur de la caisse est de 2 950 mm et la hauteur du toit est de 3 620 mm(3 640 mm avec le bloc climatisation).
Étant donné que la voiture de tête peut être placée au milieu en unité multiple, la longueur de la surface de connexion est unifiée à 20 000 mm à la fois pour la voiture de tête et la voiture intermédiaire.
La caisse adopte un profil large, qui se rétrécit en partie basse. La hauteur du plancher a été abaissée à 1 130 mm (1 165 mm pour la série E231) pour réduire la marche entre le plancher et le quai, ainsi que pour abaisser le centre de gravité. Une bande bleue, qui est la couleur de la ligne Jōban, est présente sur la coté des voitures ainsi que sur le nez de la rame.
Semblable à la série E231, la face avant adopte une structure de cabine haute, pour renforcer la sécurité en cas d'accident à un passage à niveau et pour améliorer la visibilité du conducteur. Les phares et les feux arrière ont également été installés de part et d'autre de l'indicateur de destination (la girouette), soit au-dessus du pare brise.
L'indicateur de destination à LED à l'avant est un système intégré avec une largeur plus grande que la série E231. Le numéro de train, type de train, et la destination sont affichés. L'affichage latéral de la destination est orange (couleur des lettres) en japonais et en anglais pour le nom du type de train et la destination. De plus, l'intervalle entre l'affichage alternatif des différentes informations est plus long que pour la série E231. Dans les véhicules équipés de toilettes, la position de la porte près de la toilette a été déplacé de 600 mm à la face avant. Cela est dû à l'installation d'un grand WC pour les usagers en fauteuil roulant (UFR), et la disposition des portes d'accès qui se font face ne sont pas symétrique. Dès la production, un haut-parleur externe est installé à l'extérieur du véhicule.

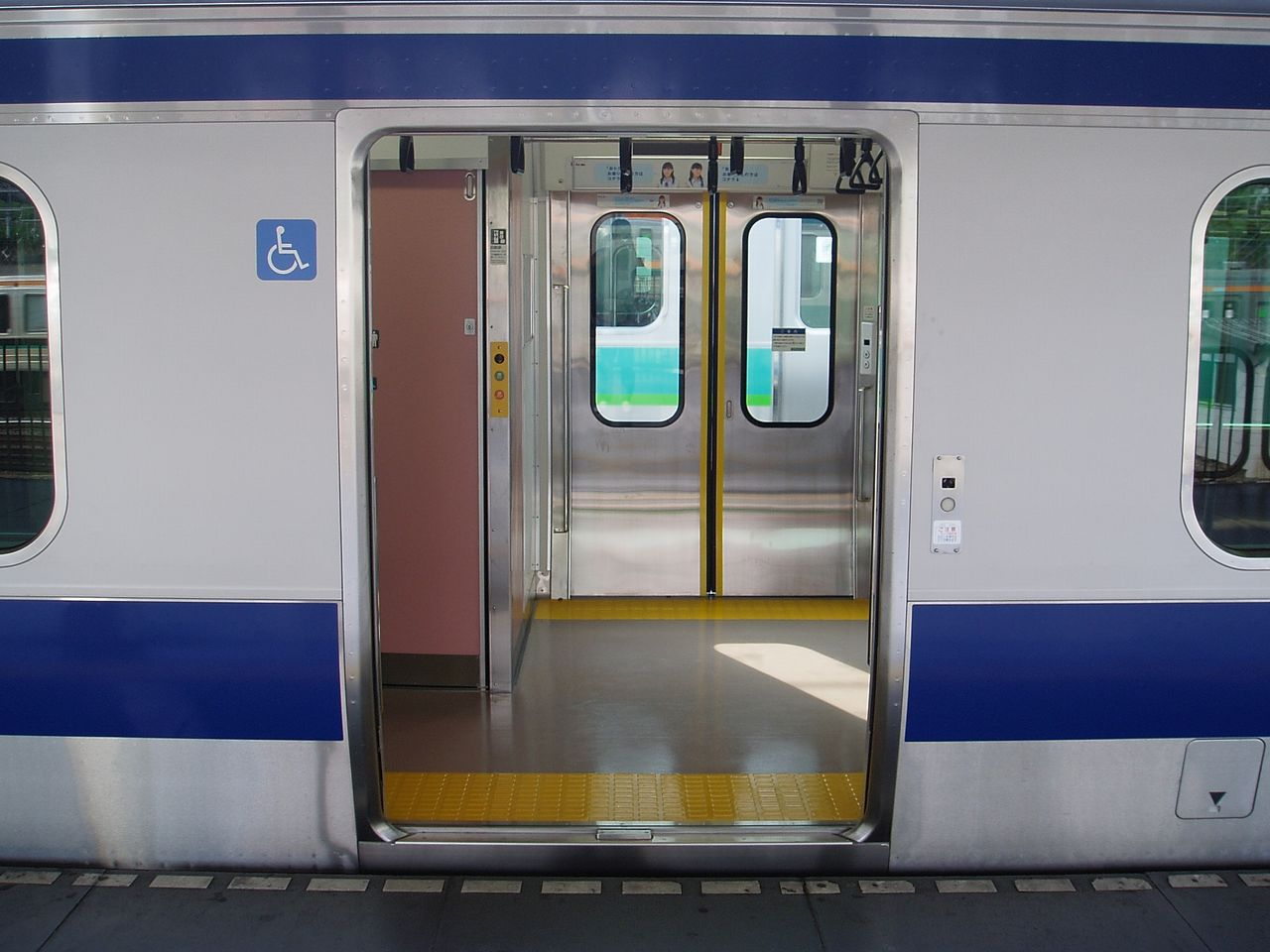
Portes non symétriques en raison des toilettes UFR
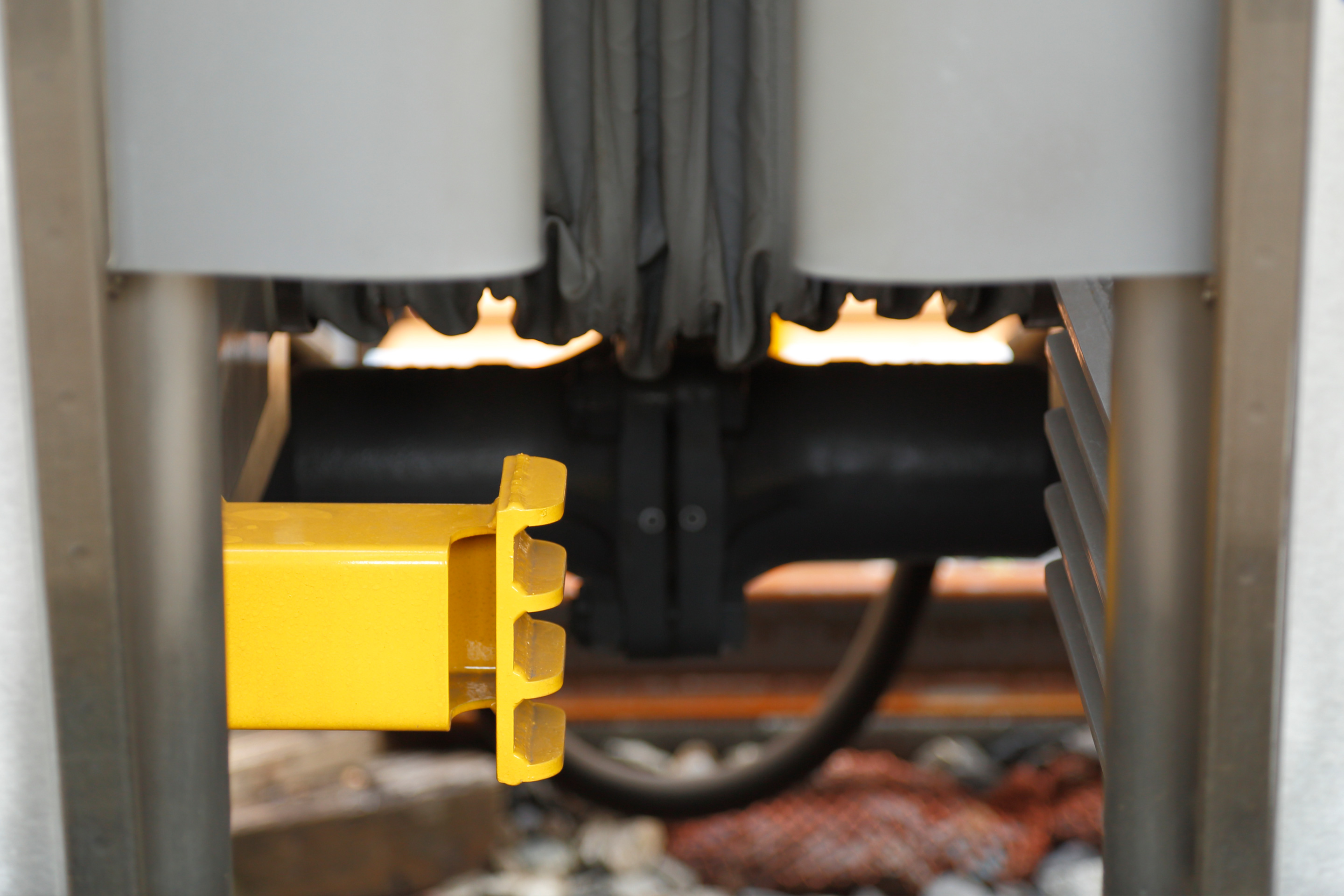
Amortisseur d'absorption des chocs (système anti chevauchement)

### Intérieur
L'intérieur de la voiture a été entièrement repensé pour mettre en valeur le design universel (l'utilisation aisé par tous). La couleur intérieure de base est le blanc et le sol est marron. L'intérieur a des caractéristiques différentes selon le fabricant.
Les vitres latérales se composent de vitres fixes et de vitres mobiles qui peuvent être ouvertes et fermées pour chaque voiture. Le verre est traité pour absorber les rayons ultraviolet et Infrarouge, rendant inutile l'installation de rideaux.
Les porte-bagages sont en alliage d'aluminium.
La porte d'intercirculation entre chaque voiture est un dispositif de fermeture de porte basculante qui a été utilisé dans la série E231.
Un espace pour fauteuils roulants a été aménagé près de l'intercirculation de chaque voiture de tête.
L'information voyageurs est réalisée par des équipements de diffusion audio et automatiques et des haut-parleurs extérieurs. Le premier a des destinations en japonais et en anglais, le prochain arrêt, le côté d'ouverture et de fermeture de la porte, ainsi que la diffusion lorsque la porte est réglée semi-automatiquement et lorsque le frein d'urgence est appliqué.

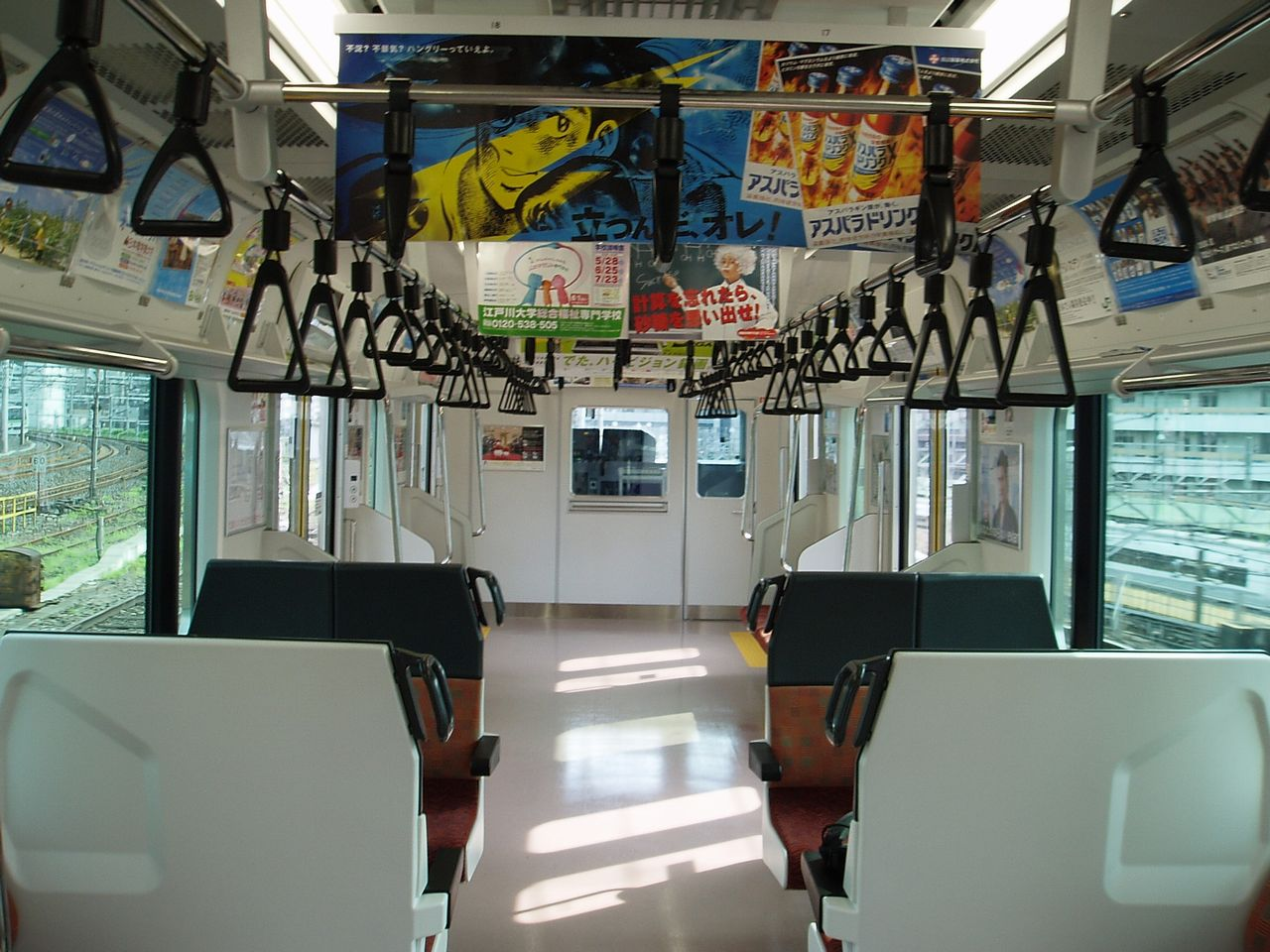
Intérieur d'une voiture E531 avec sièges transversaux

#### Cabine de conduite
La cabine de conduite est élevée pour les cas d'accidents aux passages à niveau, et le plancher est 520 mm plus haut que le plancher de la cabine passagers. La disposition des équipements et instruments de la cabine est basée sur la série E231-1000 (pour la ligne principale Tōkaidō), et les instruments tels que les compteurs de vitesse et les manomètres et divers voyants lumineux sont supprimés, ces informations étant données par l'écran LCD appelé " Glass Cockpit ".
Des interrupteurs de descente à pantographe normaux et d'urgence sont installés dans la cabine. Le système de contrôle des trains est un système qui envoie des commandes à chaque voiture via les TIMS et VIS embarqués (divers dispositifs fournissant des informations).
Le TIMS de cette série ajoute les fonctions suivantes en plus du système de la série E231.
- Pour améliorer le service aux clients, la "fonction d'affichage du numéro de voiture" est implémenté sur l'écran d'information des passagers.
- Pour simplifier le traitement des inspecteurs, une "fonction de combinaison de secours" pour la connexion des trains de secours a été ajoutée en cas de panne du véhicule, une "fonction de recherche d'informations sur les pannes" a été ajoutée pour améliorer la maniabilité de la vérification des informations sur les pannes, et un guidage des passagers a été fourni lorsque le véhicule a été arrêté.
- Pour simplifier la prise en main des membres d'équipage et améliorer l’interface homme-machine , une fonction "test de commutation AC/DC" a été ajoutée à la fonction d'inspection de départ automatique, et un indicateur de tension alternative a été ajouté à l'écran d'affichage du compteur.

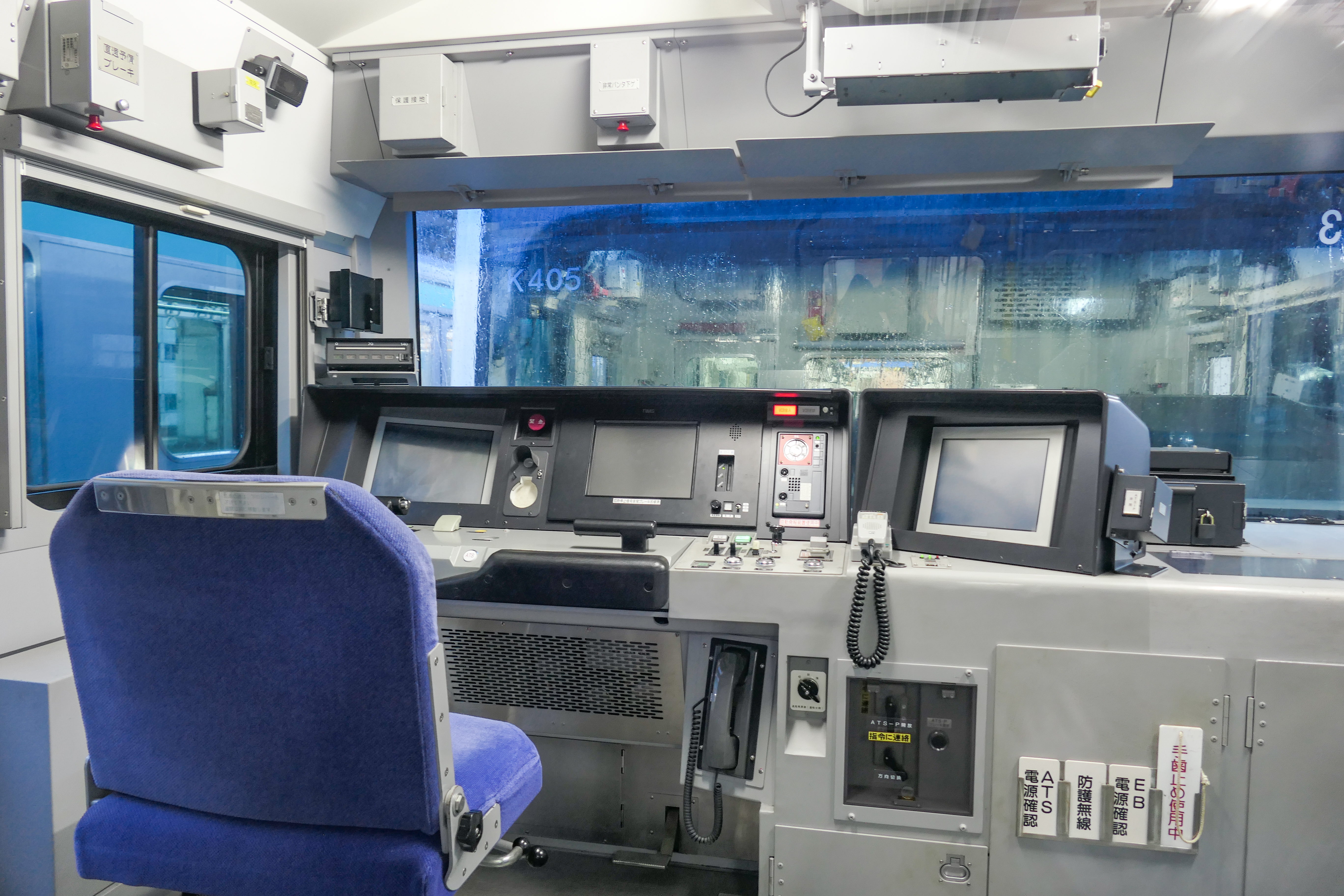
Le glass cockpit des E531

### Caractéristiques techniques
Sur la base de la conception de la série E231, et afin de prendre en charge le fonctionnement à grande vitesse, un système de contrôle / entraînement issu de la série E653 est utilisé. La vitesse maximale d'exploitation est portée à 130 km/h pour la première fois dans un train de banlieue de la JR East.
Le convertisseur principal est le CI13 fabriqué par Hitachi, Ltd. Il est équipé d'un convertisseur principal composé d'un convertisseur à 2 niveaux et d'un onduleur à 2 niveaux avec des éléments IGBT, et est un système 1C4M (un Contrôle pour 4 Moteurs) dans lequel un convertisseur principal contrôle quatre moteurs de traction. Dans la section CC (courant continu), seule la section onduleur du convertisseur principal est entraînée pour produire du courant alternatif triphasé pour les moteurs. L'alimentation auxiliaire, qui est la source d'alimentation des équipements auxiliaires, est équipée d'un onduleur statique SC81 fabriqué par Toyo Denki Co., Ltd. qui utilise des éléments IGBT. Un SIV (onduleur statique) est équipé de deux onduleurs composés d'un circuit onduleur PWM à deux niveaux utilisant des éléments IGBT, et la sortie par unité est de 140 kVA.
Le moteur fabriqué par Mitsubishi est un moteur triphasé à cage d'écureuil de type MT75, avec en sortie nominale 140 kW. Des roulements isolés sont utilisés pour empêcher la corrosion électrolytique et une structure qui vise à parcourir 2,4 millions de km sans démontage. Le pantographe est un monobras de type PS37A .
Le compresseur d'air électrique (CP) est un type à vis similaire à la série E231 et est équipé du nouveau type MH3124-C1600SN3
Le bogie moteur est sans traversin de type DT71, le bogie porteur est sans traversin de type TR255.
Ils sont tous équipés d'amortisseur de lacet.

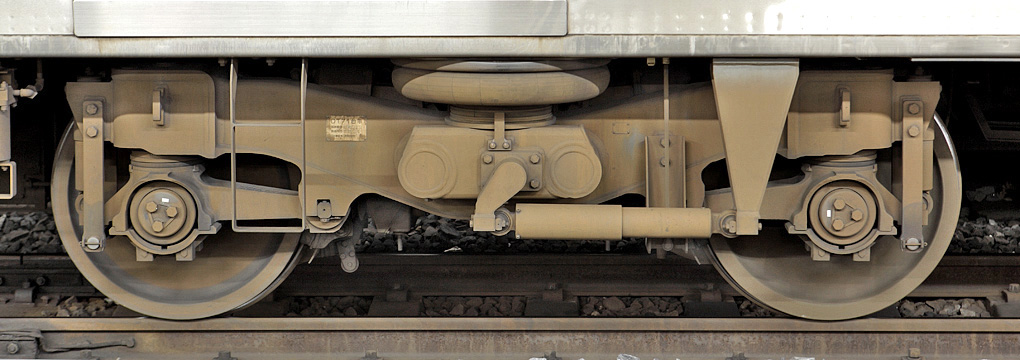
Bogie moteur Type DT71
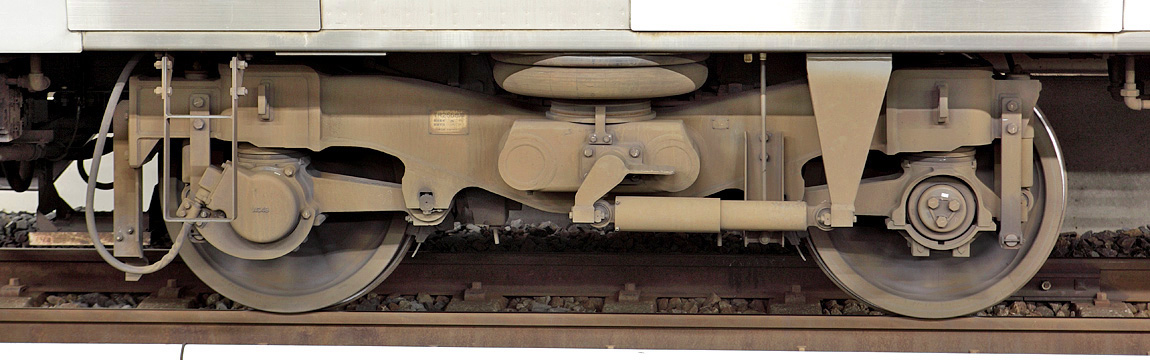
Bogie porteur Type TR255
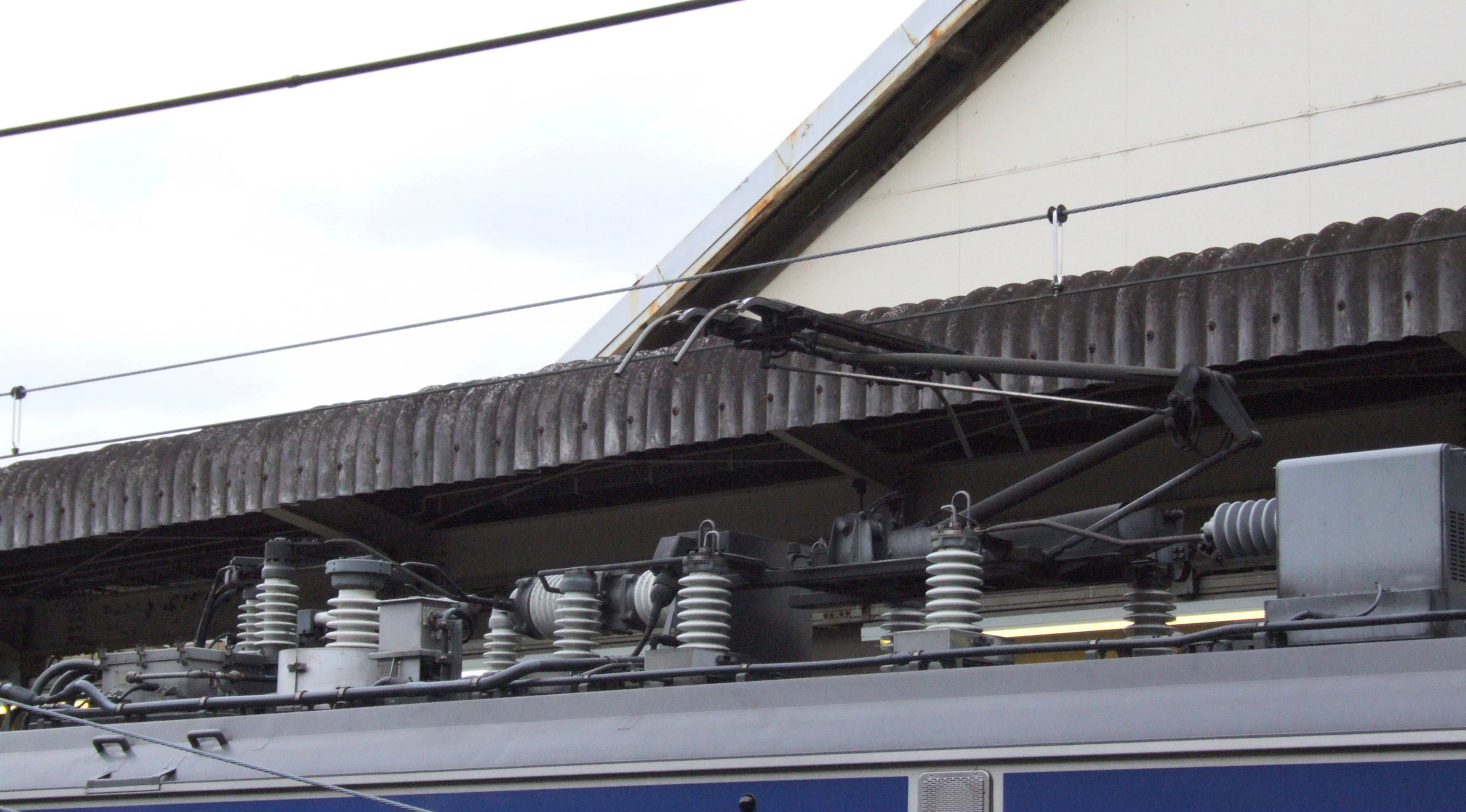
Pantographe. Notez les boudins isolants à cause de l'utilisation du 20kV
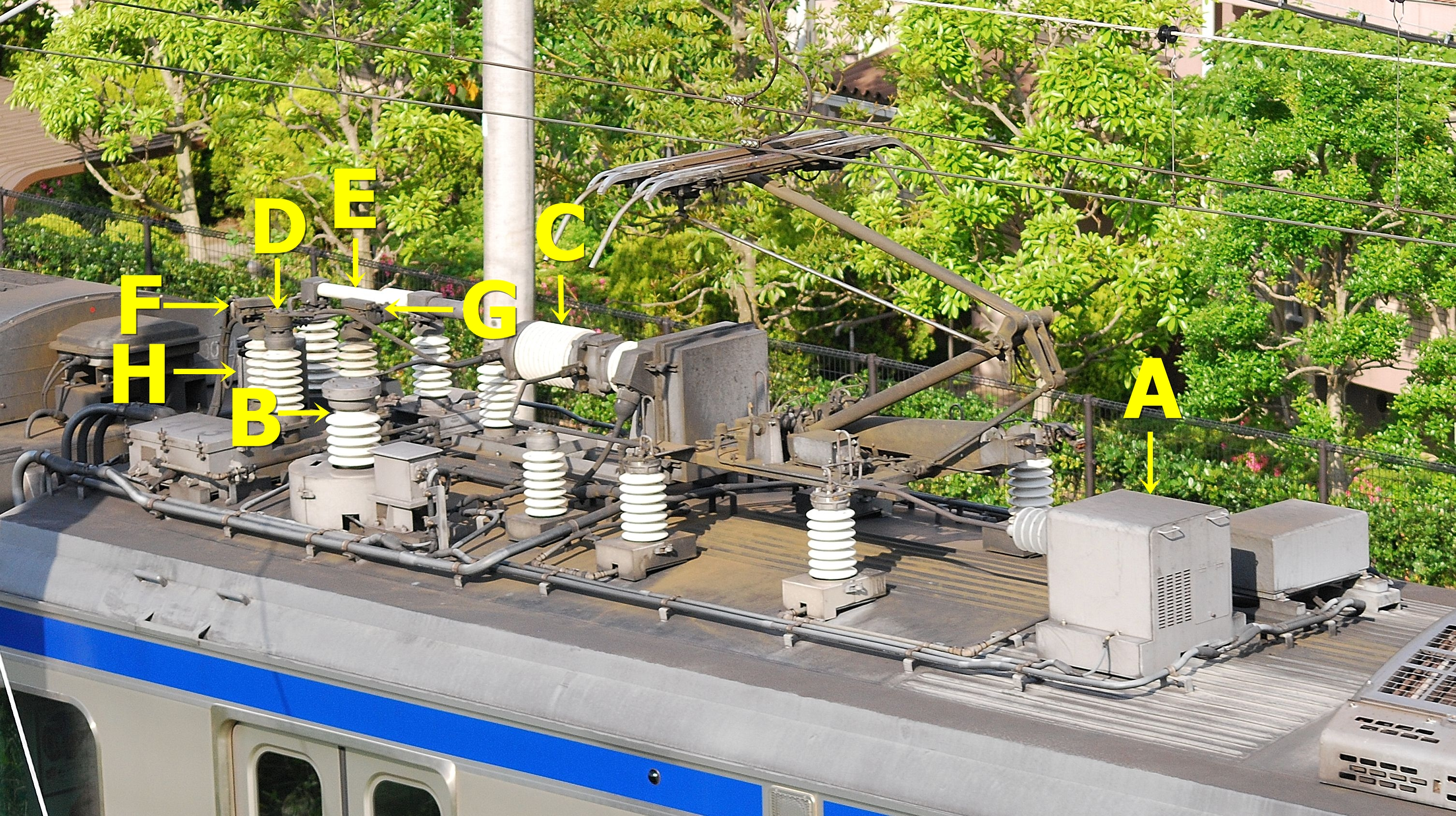
vue du dessus
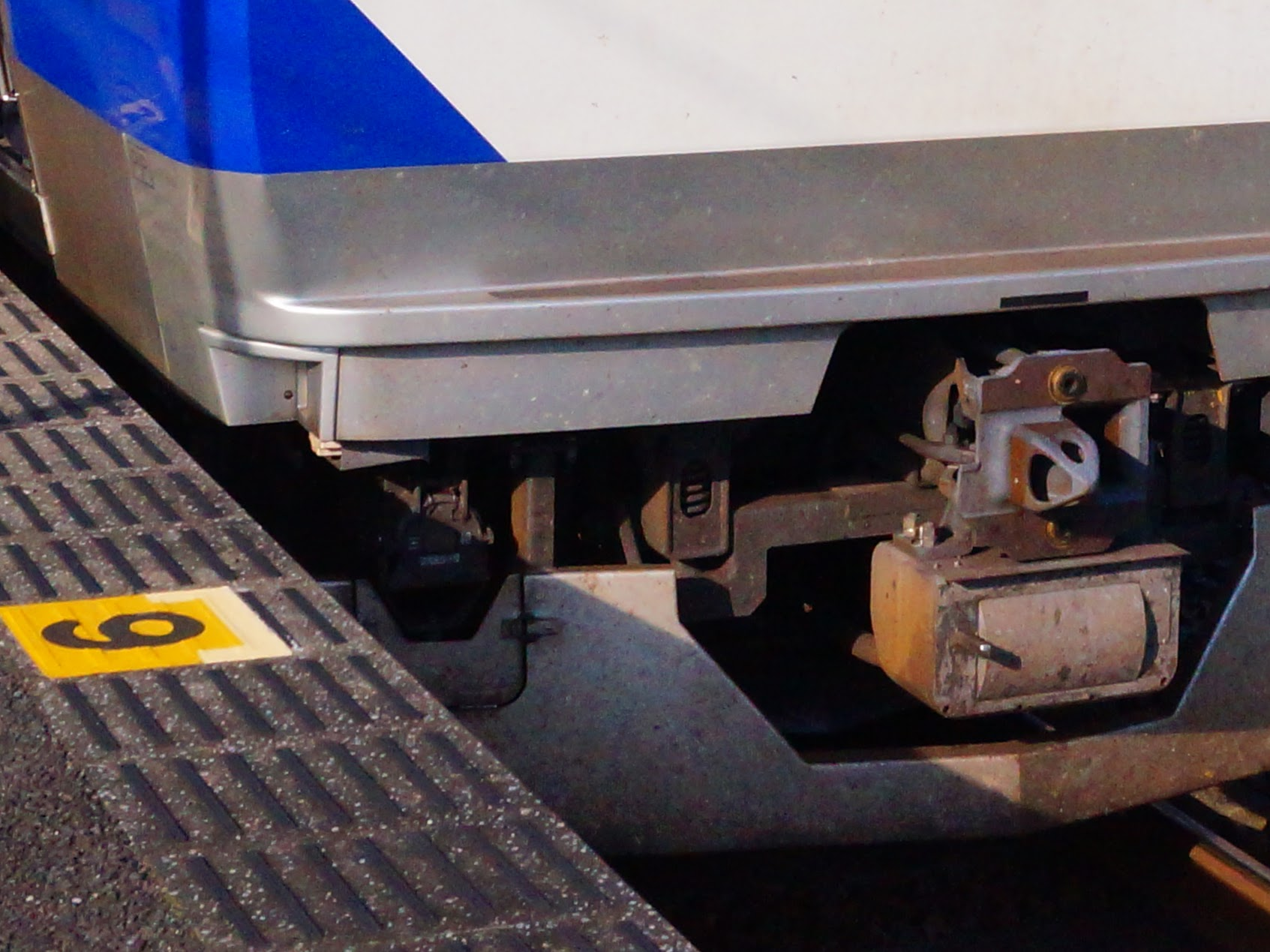
Systeme de couplage Shibata

## Composition

### Informations
- Mtr (Main-Transformer): Transformateur principal
- CI (Converter / Inverter) : Convertisseur principal (convertisseur + onduleur VVVF)
- SIV : Onduleur basse tension
- CP : Compresseur d'air

### 10 voitures
Au 1er octobre 2018, 26 rames de dix voitures (K401-K426) sont basés au dépôt de Katsuta et sont composés de quatre motrices et de six remorquess (4M6T).
|              | ← Takahagi-KatsutaUeno -Shinagawa → |                   |                |                |                |             |             |                |             |             |
|              |                                     |                   |                |                |                |             |             |                |             |             |
| voiture n°.  | 10                                  | 9                 | 8 <            | 7              | 6              | 5           | 4           | 3 <            | 2           | 1           |
| Désignation  | Tc                                  | T                 | M              | M'             | T'             | Tsd         | Tsd'        | M              | M'          | Tc'         |
| Numérotation | KuHa E531-0                         | SaHa E531-0/-2000 | MoHa E531-2000 | MoHa E530-2000 | SaHa E530-2000 | SaRo E531-0 | SaRo E530-0 | MoHa E531-1000 | MoHa E530-0 | KuHa E530-0 |
| Sièges       | transversal                         | *                 | longitudinal   | longitudinal   | longitudinal   | Green car   | Green car   | longitudinal   | transversal | transversal |
| Equipement   |                                     |                   | Mtr, CI        | CI, SIV        | CP             |             |             | Mtr, CI        | CI, SIV     | CP          |

- Les voitures 3 et 8 ont chacune un pantographe à un bras.
- Les voitures 1 et 10 ont un espace pour fauteuil roulant.
- Les voitures 1, 5 et 10 ont chacune des toilettes
- La voiture 8 est désignée comme une voiture légèrement climatisée.
- La voiture 9 marquée d'un * a des sièges transversaux pour les formations K401 --K411 et après la formation K423, les formations K412 →K422 ont des sièges longitudinaux.

### 5 voitures
Au 3 mars 2020, 33 rames de cinq voitures (K451-K483) sont basées au dépôt de Katsuta et composés de deux motrices et de trois remorques (2M3T).
|              | ← Haranomachi,Takahagi,KatsutaOyama, Ueno, Shinagawa → |             |             |                |                |
|              |                                                        |             |             |                |                |
| voiture n°.  | 15                                                     | 14          | 13 <        | 12             | 11             |
| Designation  | Tc                                                     | T           | M           | M'             | Tc'            |
| Numérotation | KuHa E531-1000                                         | SaHa E531-0 | MoHa E531-0 | MoHa E530-1000 | KuHa E530-2000 |
| Sièges       | transversal                                            | transversal | transversal | longitudinal   | longitudinal   |
| Equipement   |                                                        |             | Mtr, CI     | CI, SIV        | CP             |

- La voiture 13 a un pantographe à un bras
- Les voitures 11 et 15 ont un espace pour fauteuil roulant
- La voiture 11 a des toilettes de conception universelle
- La voiture 14 est désignée comme une voiture légèrement climatisée.

### Rames de 5 voitures pour temps froid
Aussi appelées E531-3000 elles sont construites avec des spécificités dues aux grands froids et fortes chutes de neige présents dans la région du Tōhoku.
Les changements par rapport aux rames standards sont, entre autres :
- Un chauffage est installé sur le rail de porte coulissante latérale de la porte de la cabine pour éviter le gel et les défauts lorsque la porte de la cabine s'ouvre en raison de la pénétration de neige.
- Installation de chasse-neige sur le bogie avant de la voiture de tête. Parallèlement à cela, la position de montage de l'enfant embarqué de type ATS-P s'est déplacée vers l'arrière.
- Un boîtier de protection et un réchauffeur sont fixés à la valve de réglage automatique de la hauteur du ressort pneumatique (ressort d'oreiller). Changement du support de tige de réglage automatique de la hauteur en un type renforcé pour éviter les dommages dus aux blocs de glace et aux tremplins.
- Changement de modèle de convertisseur principal et alimentation auxiliaire (CI13A / SC81A)

Au 1er octobre 2018, sept rames de cinq voitures (K551-K557) sont basées au dépôt de Katsuta et composés de deux motrices et de trois voitures (2M3T)
|              | ← Haranomachi, Kuroiso, KatsutaShirakawa, Oyama, Ueno, Shinagawa → |                |                |                |                |
|              |                                                                    |                |                |                |                |
| voiture n°.  | 15(5)                                                              | 14(4)          | 13(3)          | 12(2)          | 11(1)          |
| Désignation  | Tc                                                                 | T              | M              | M'             | Tc'            |
| Numérotation | KuHa E531-4000                                                     | SaHa E531-3000 | MoHa E531-3000 | MoHa E530-4000 | KuHa E530-5000 |
| Sièges       | transversal                                                        | transversal    | transversal    | longitudinal   | longitudinal   |
| Equipement   |                                                                    |                | Mtr, CI        | CI, SIV        | CP             |

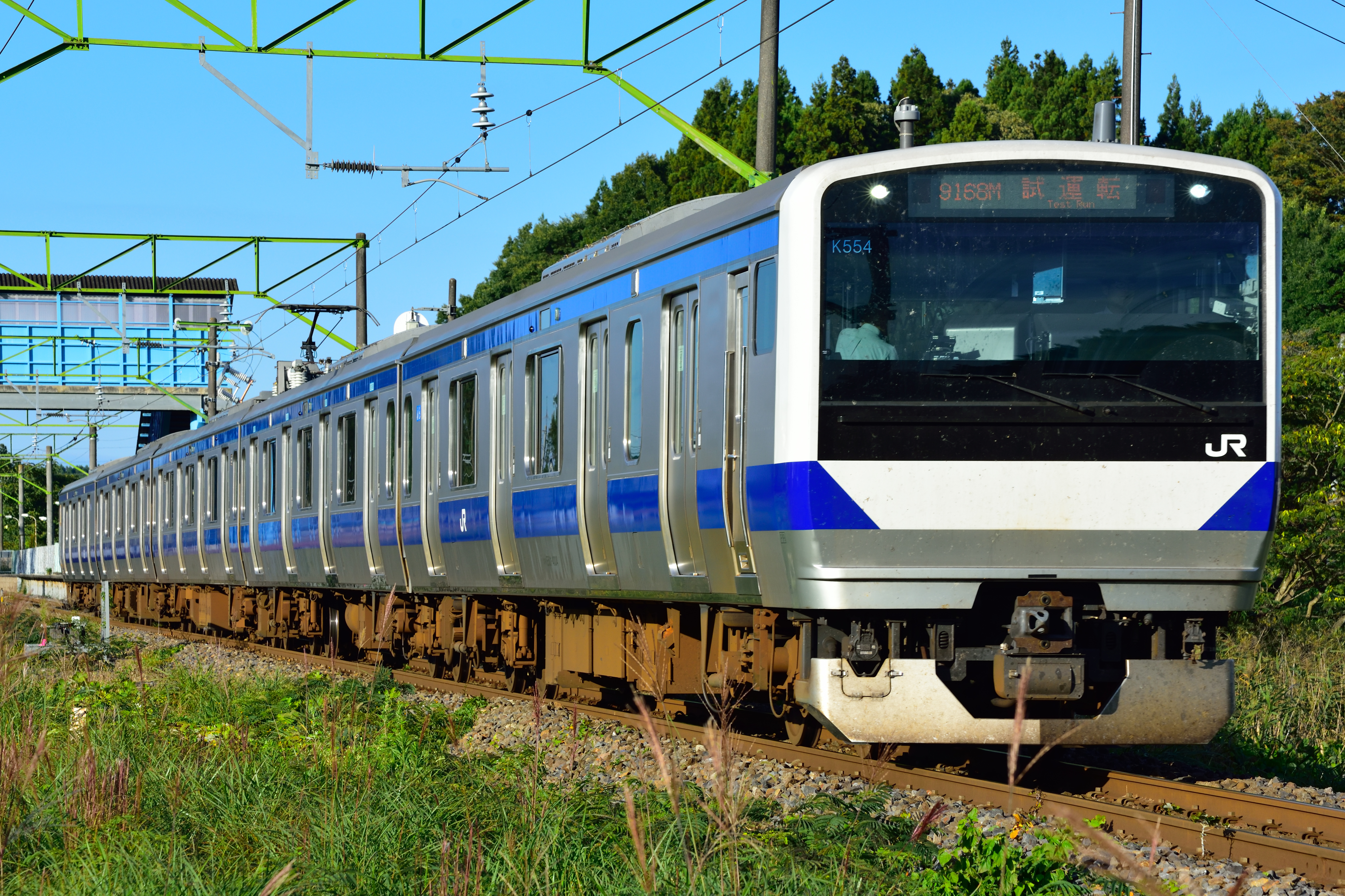

- La voiture 13 a un pantographe à un bras
- Les voitures 11 et 15 ont un espace pour fauteuil roulant
- La voiture 11 a des toilettes de conception universelle
- La voiture 14 est conçue comme une voiture légèrement climatisée.

## Modélisme
La série E531 est reproduite à l'échelle N par Kato et Tomix en rames de 5 et 10 voitures.

## Galerie photos

### Extérieur

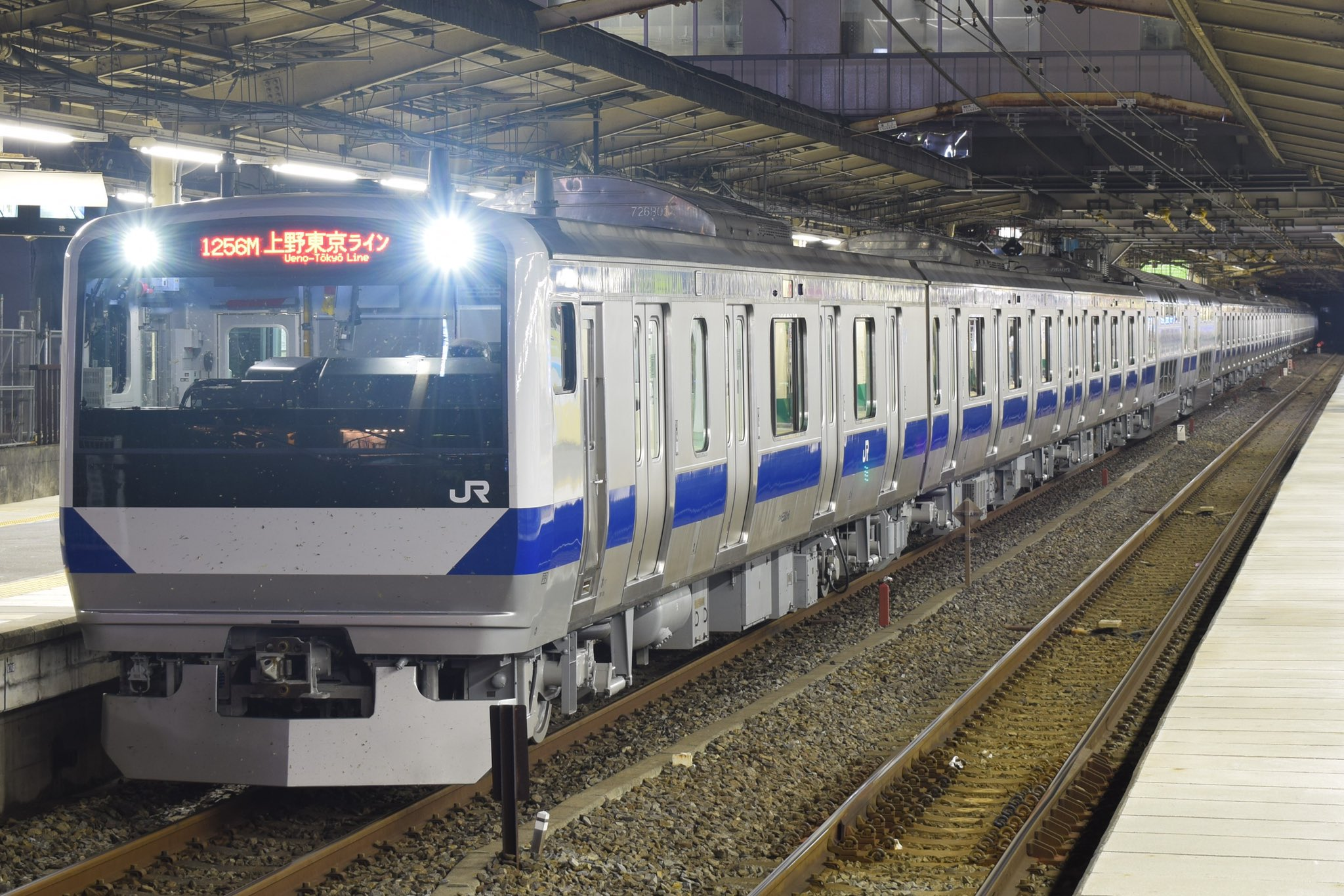
Une formation de nuit.
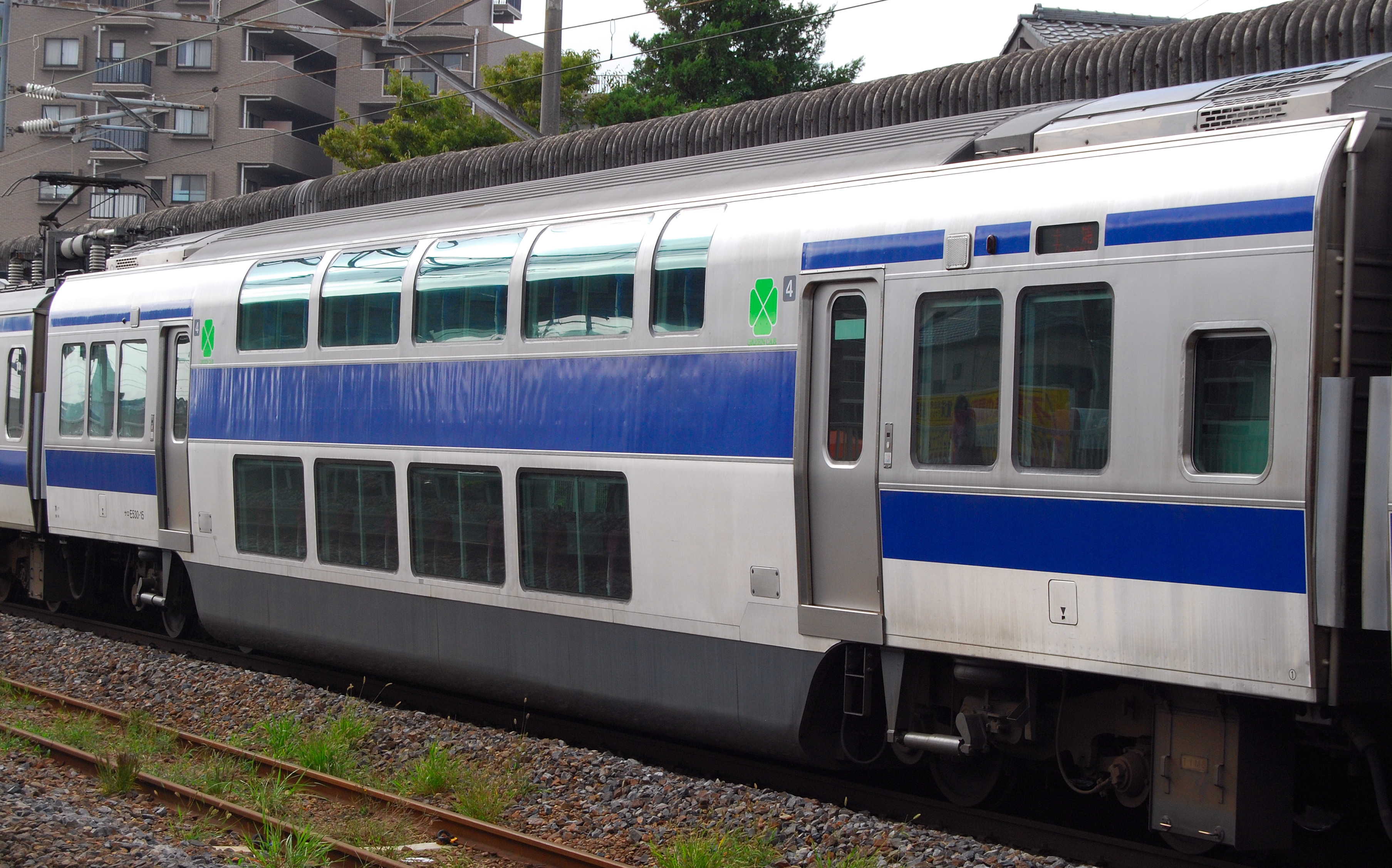
Voiture Bi-Level
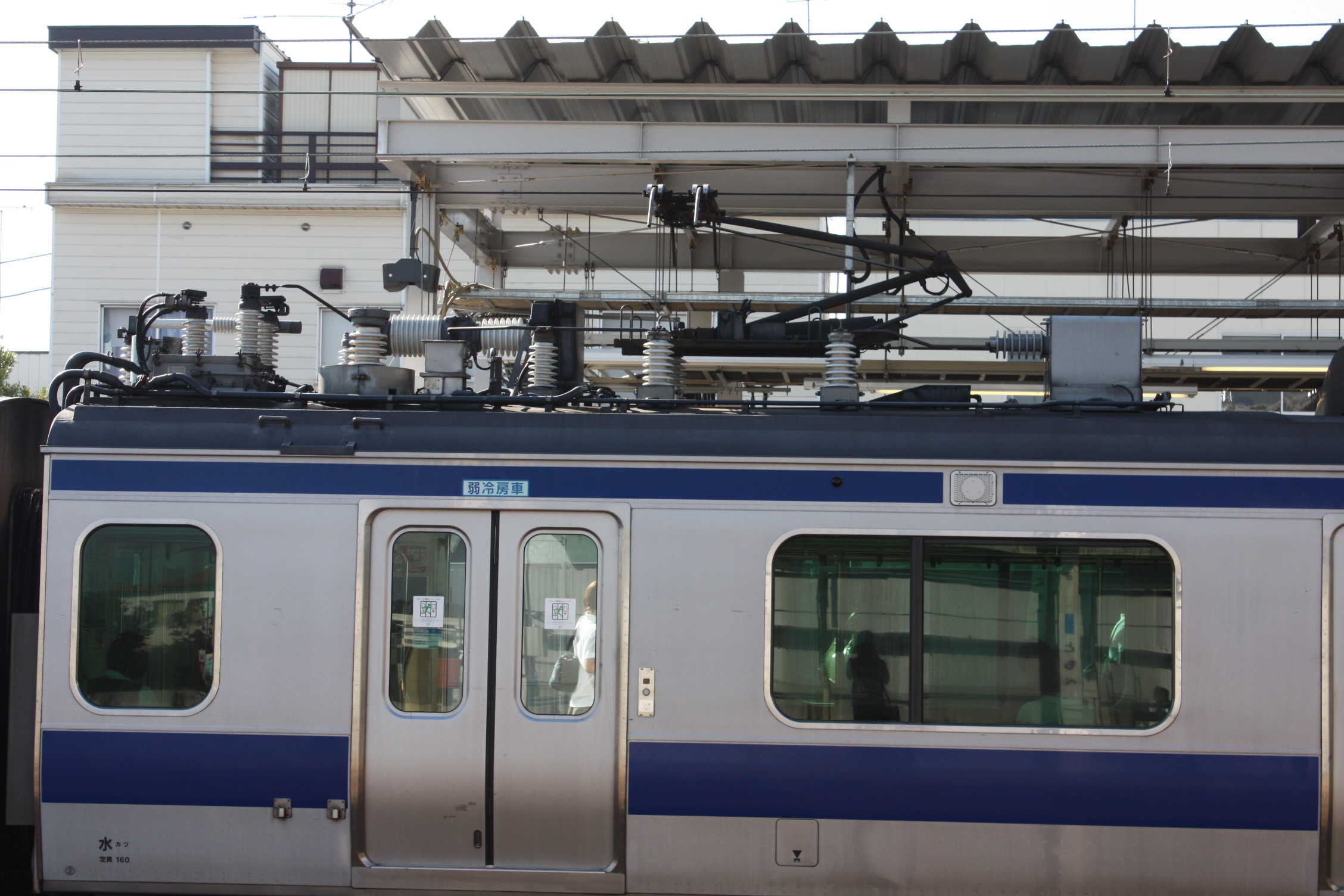
pantographe
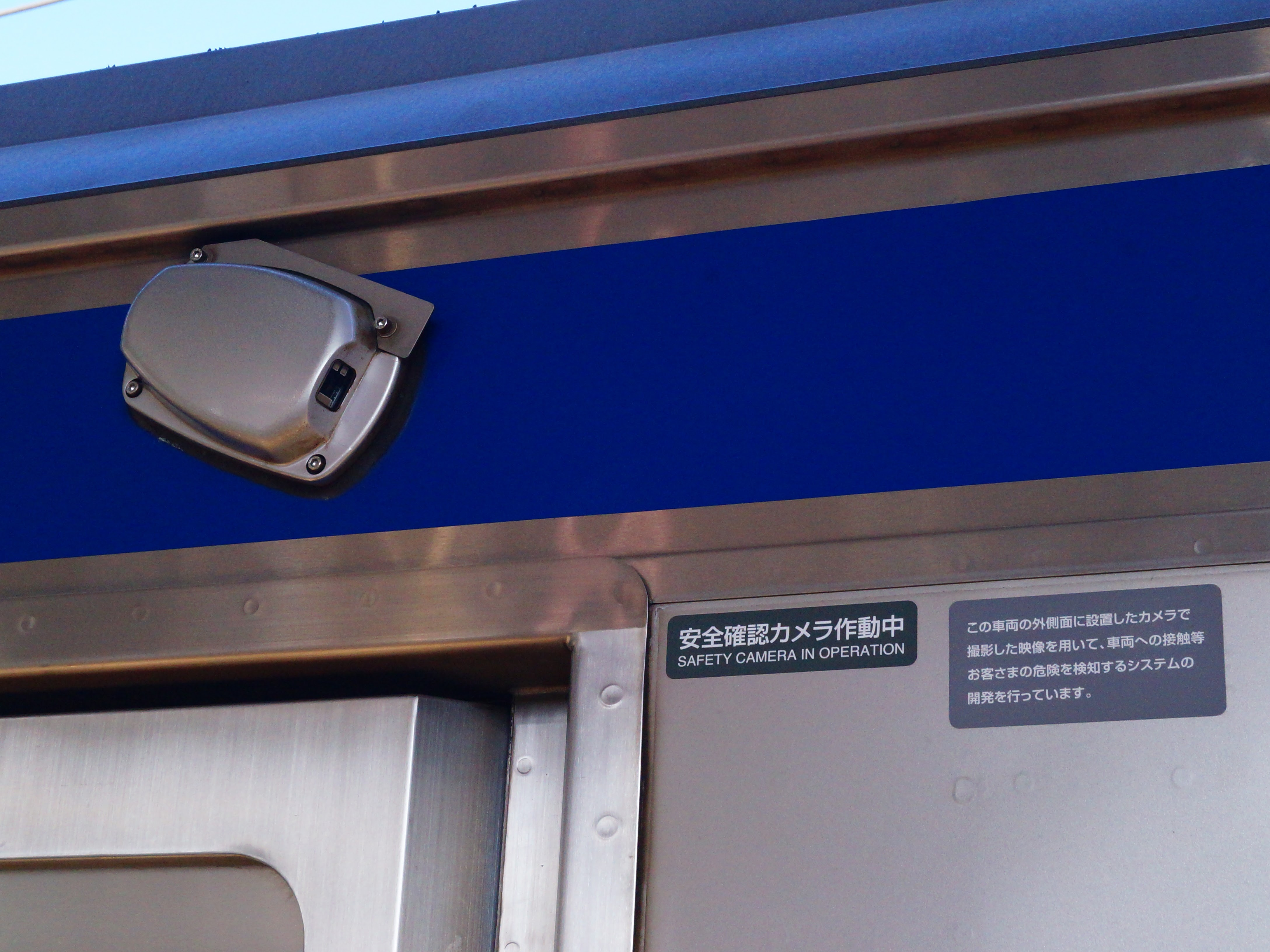
Camera de surveillance des portes
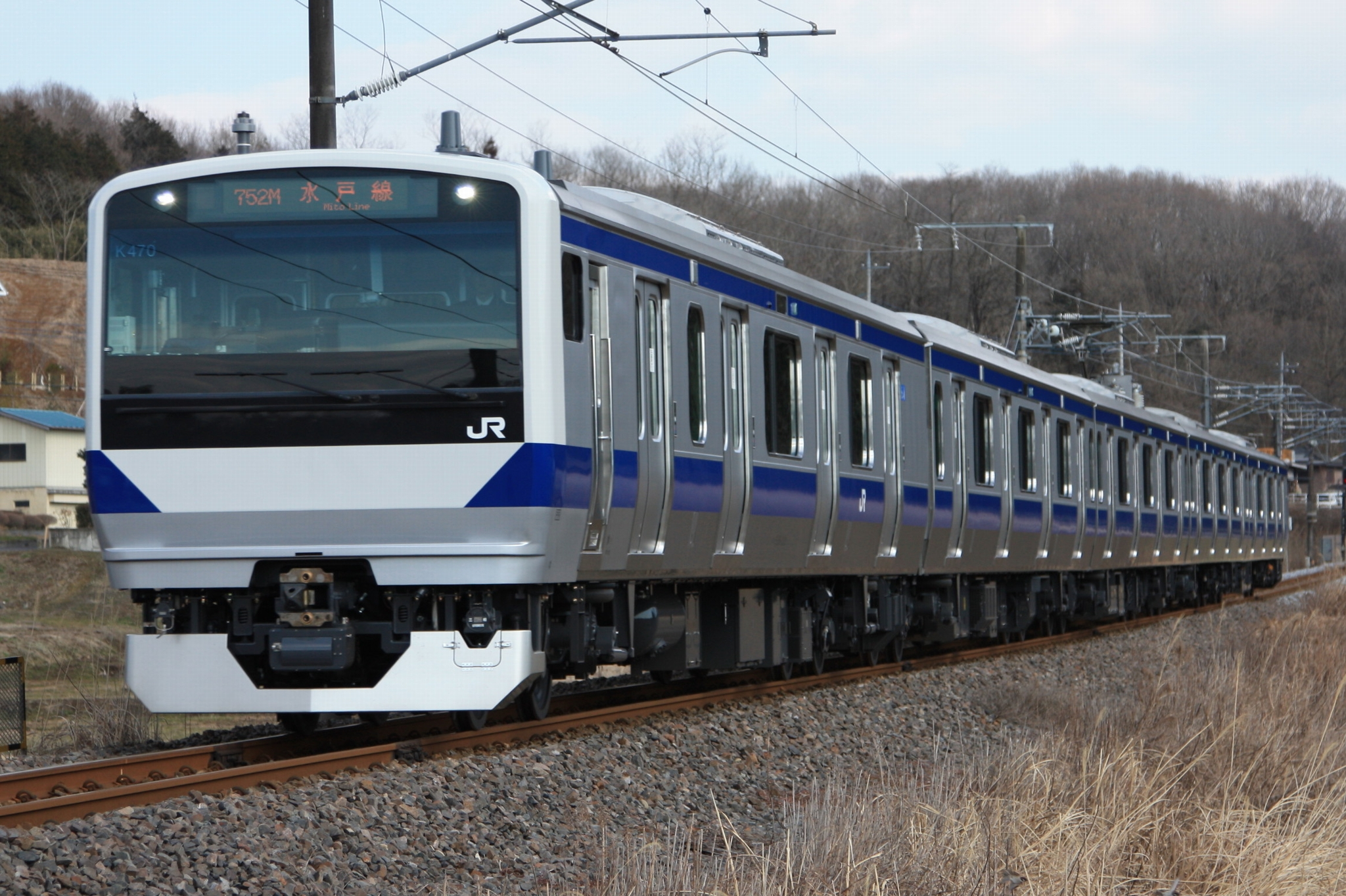
formation a 5 voitures

### Intérieur

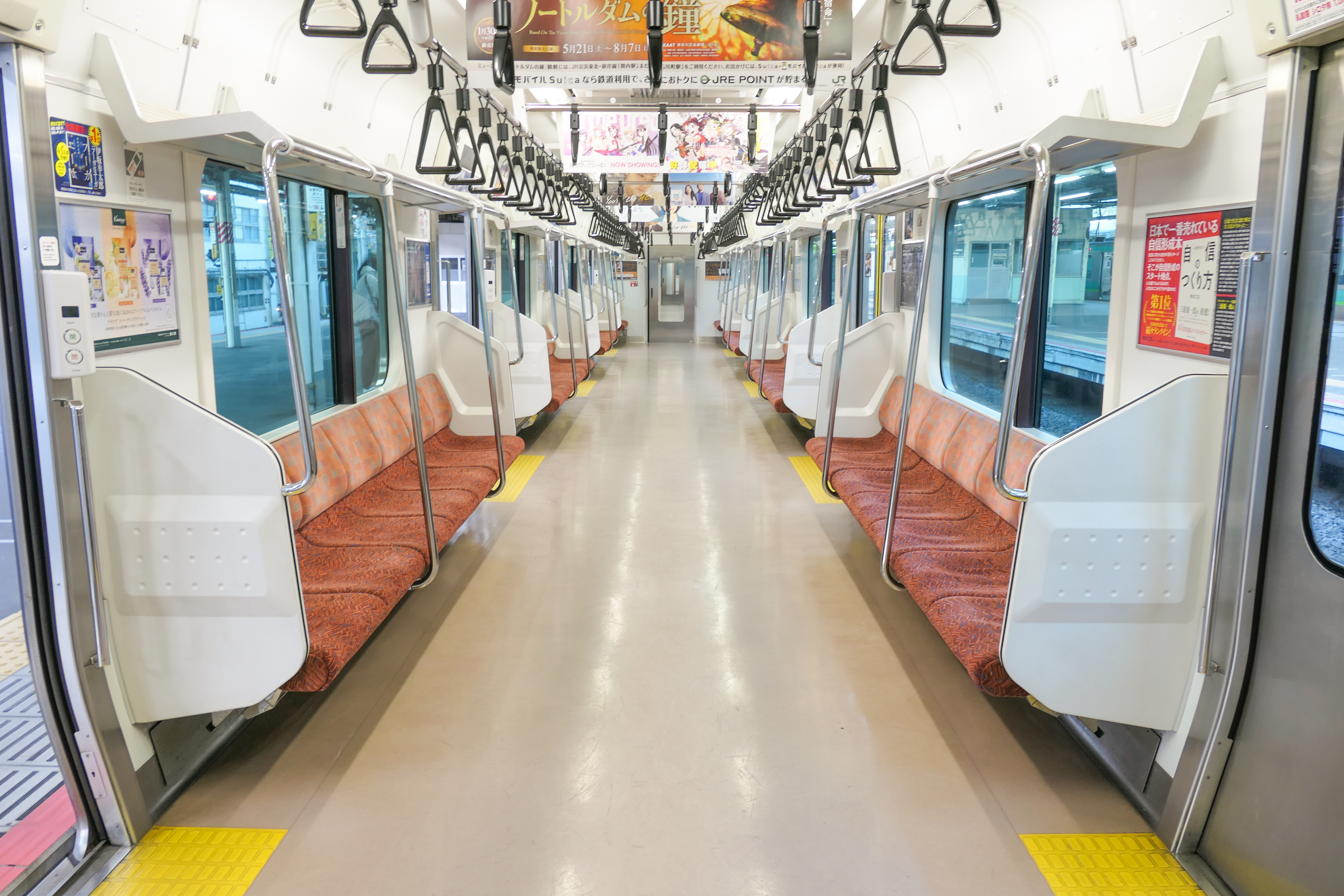
Intérieur longitudinal
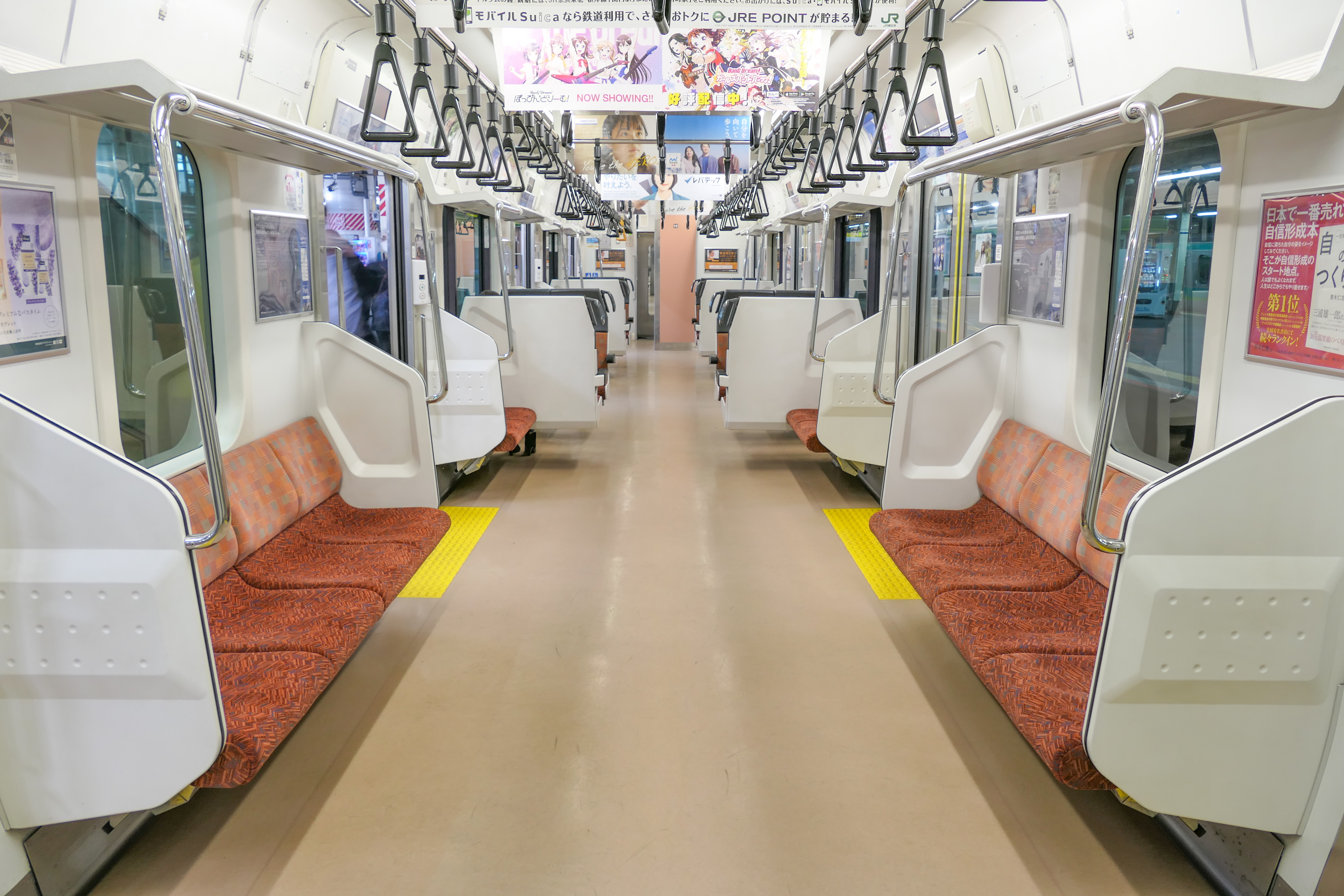
Intérieur semi longitudinal
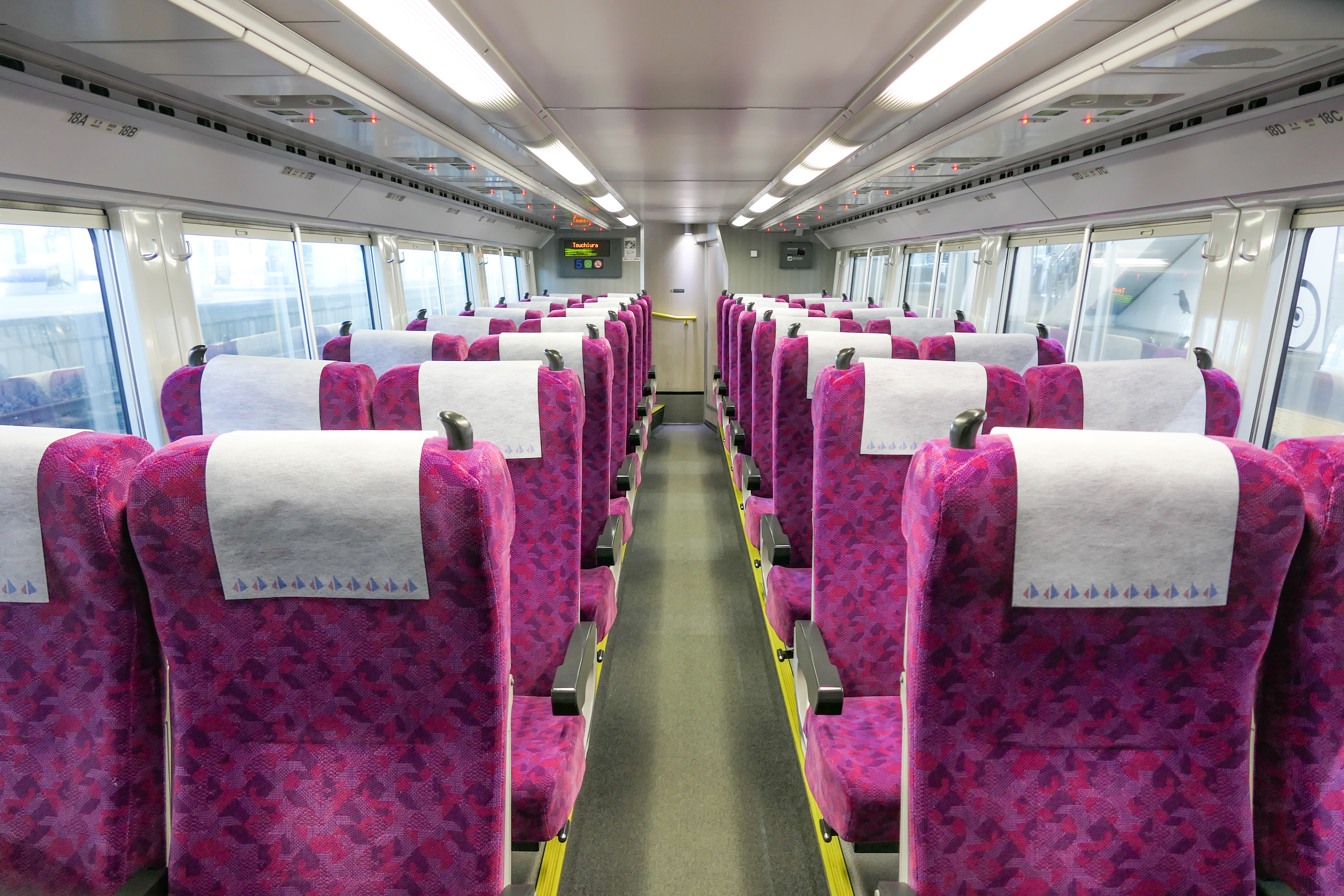
niveau inférieur de la voiture à 2 niveaux
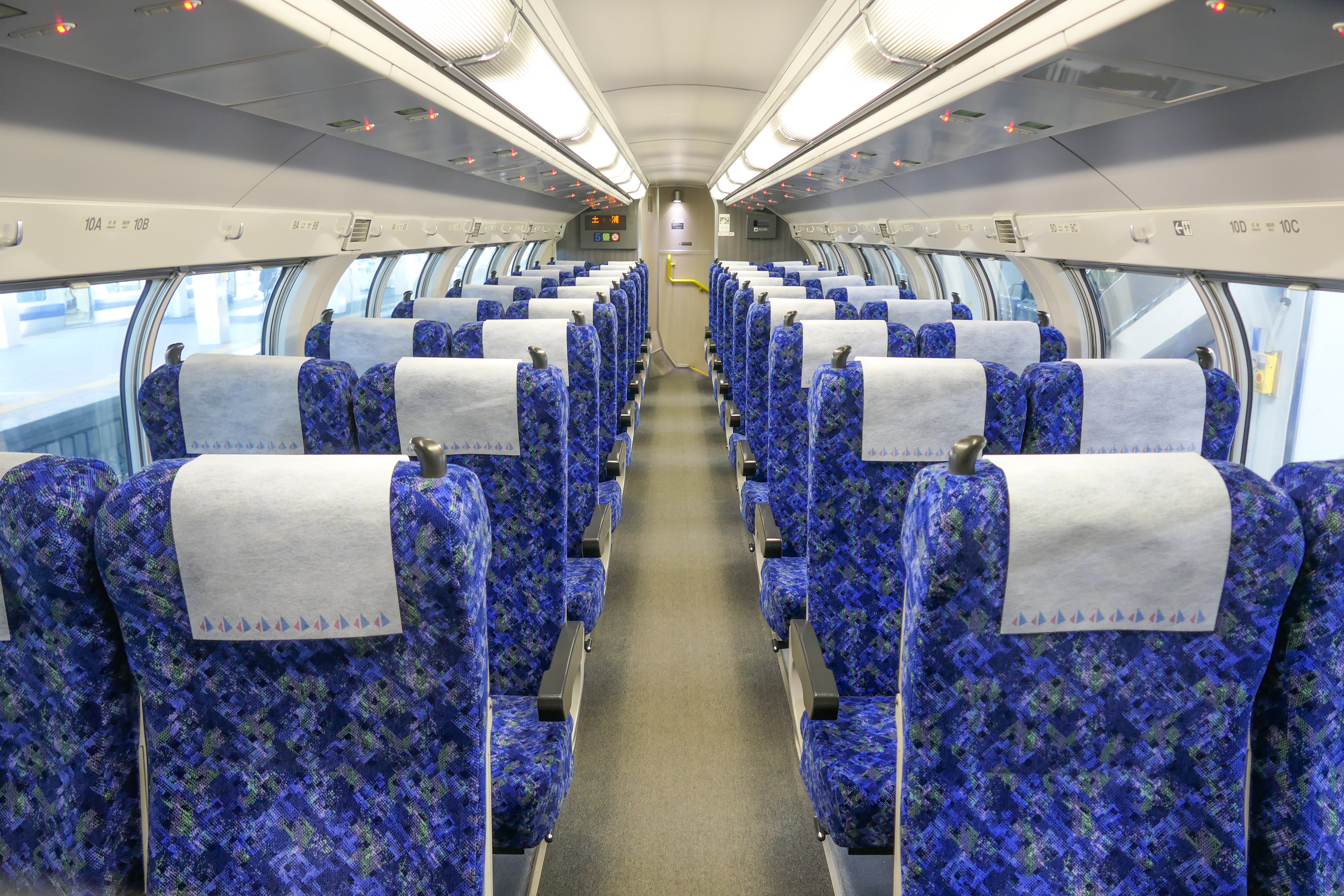
niveau supérieur de la voiture à 2 niveaux